# Мјанмар
Мјанмар (бурм. မြန်မာနိုင်ငံ), или званично Република Мјанмарска Унија (бурм. ပြည်ထောင်စု သမ္မတ မြန်မာနိုင်ငံတော်‌), раније позната као Бурма, држава је у југоисточној Азији, на обалама Бенгалског залива и Андаманског мора. Површина Мјанмара је 676.578 km². По површини је 40. држава у свету, а 11. у Азији. Граничи се на западу с Бангладешом, на северозападу с Индијом, на североистоку с Кином, на истоку с Лаосом а на југоистоку с Тајландом. Од 2005. главни град је Нејпјидо. Највећи град и доскорашња престоница је Рангун. Са популацијом од 55,074,209 становника (2022.), што је око 0.7% свих становника на планети илити на 26 месту по броју становника. 31.4 % живи у урбаној средини.
Мјанмар је од 1531. до 1885. био средиште независне краљевине која је свој врхунац доживела средином 18. века, када је под мјанмарском влашћу био велики део суседног Тајланда и неке индијске покрајине. Британци су постепено, у три рата од 1824. до 1885. освојили земљу и укључили је у састав Британске Индије. Од независности 1948. Бурма је, упркос привредном опоравку, показивала знакове политичке нестабилности, која је кулминирала 1958. када је војни врх преузео власт, а затим поново 1962. када је војска извршила државни удар предвођена генералом Не Вином. Након његовог повлачења 1988, власт је преузела група њему блиских војника на челу с генералом Сау Маунгом која је у прво време наставила реформе започете пред крај Виновог раздобља, али је након 1990. појачала изолацију земље, не допустивши формирање владе након избора на којима је победила странка предвођена Аун Сан Су Ћи, кћерком оца мјанмарске независности Аун Сана. У фебруару 2021. године је дошло до државног удара где је Аун Са Су Ћи и њена влада смењена војном хунтом коју предводи војни генерал Мин Аунг Хлајнг.
Током већег дела својих независних година, земља је била захваћена бесомучним етничким сукобима, а њене бројне етничке групе биле су укључене у један од најдуготрајнијих грађанских ратова на свету. Током овог периода, Уједињене нације и неколико других организација пријавиле су доследна и системска кршења људских права у земљи. Војна хунта је 2011. званично распуштена након општих избора 2010. и номинално је постављена цивилна влада. Ово је, заједно са ослобађањем Аунг Сан Су Ћи и политичких затвореника и успешним изборима 2015. године, побољшало стање људских права и спољне односе у земљи и довело до ублажавања трговинских и других економских санкција, иако је однос земље према њеним етничким мањинама, посебно у контексту Рохиња сукоба, и даље су биле осуђиване од стране међународних организација и многих нација.

## Географија

### Положај
Мјанмар има копнене границе са Кином (2185 км), са Тајландом (1800 км), са Индијом (1463 км), са Лаосом (235 км) и са Бангладешом (193 км). Укупна дужина граница је 5876 км. То је највећа континентална држава Југоисточне Азије.

### Геологија и рељеф
У рубним деловима земље и на истоку доминирају планински ланци и висоравни (највиши врх 5.881 m високи Хкакабо Рази на тромеђи с Индијом и Кином). У средишњем делу налази се долина главне мјанмарске реке Иравади и њених притока, испресецана ниским висоравнима које се пружају у правцу север-југ.

### Воде
Највеће реке извиру у планинама и теку ка Индијском океану. Највиши водостај је у време монсунских киша, када су честе поплаве, док у сушној сезони многе реке пресуше. Обале уз океан су ниске и мочварне. Плима некада досегне и 100 m од обале.
Највеће реке Мјанмара су: Иравади, Салуен, Меконг, Ситаун и Чиндуин.

### Клима
Клима је, осим у најсевернијим деловима, монсунска.

## Историја
Мјанмар је од 1531. до 1885. био средиште независног краљевства које је свој врхунац доживело средином 18. века када је под мјанмарском влашћу био велики део суседног Тајланда и неке индијске покрајине. Британци су постепено, у три рата од 1824. до 1885. освојили земљу и укључили је у састав Британске Индије.
Од независности 1948. Мјанмар је, упркос привредном опоравку, показивао знакове политичке нестабилности која је кулминирала 1958. када је војни врх преузео власт, а затим поновно 1962. када је војска свргнула демократски изабрану владу. Политика генерала Не Вина била је мешавина марксизма и национализма већинских Бурманаца с готово потпуном изолацијом државе. Након његовог повлачења 1988. власт је преузела група њему блиских официра на челу с генералом Сау Маунгом која је у прво време наставила реформе започете пред крај Виновог раздобља, али је након 1990. појачала изолацију земље, не допустивши формирање демократске владе након избора на којима је победила странка предвођена Аунг Сан Су Ћи, кћерком оца мјанмарске независности Аунг Сана. Она је одбила да напусти Мјанмар и до 2010. се налазила у кућном притвору.

## Становништво
Доминирају етнички Бурманци (народ Бамар, око 70% становништва) чија је традиционална религија теравадски будизам. У планинама и висоравнима на северу и истоку живе мањински народи који се често оружано сукобљавају са средишњим властима око захтева за независношћу. Највећи међу њима су Шан (око 9%) и Карен (око 7%).

## Државна управа

### Административна подела
Мјанмар се дели на седам савезних држава и седам региона. Делови земље који су насељени највећом етничком групом Мјанмара (народ Бамар) подељени су на регионе. Области које насељавају углавном мањине зову се „државе”.
Мањинске државе чине већи део граничних области земље. Главни градови дати су у загради:
- (1) Ракајн или Аракан (Акјаб)
- (2) Чин (Хака)
- (3) Качин (Мичина)
- (4) Шан (Таунџи)
- (5) Каја (Лоикав)
- (6) Кајин или Карен (Паан)
- (7) Мон (Моуламјин)

Седам региона углавном чине унутрашњост земље. Главни градови дати су у загради:
- (8) Сагаинг (Сагаинг)
- (9) Танинтаји или Тенасерим (Тавој)
- (10) Иравади (Пантеин)
- (11) Јангон (Рангун)
- (12) Баго или Пегу (Баго)
- (13) Магве (Магве)
- (14) Мандалеј (Мандалеј)

Државе и региони се даље деле на дистрикте и општине.

### Градови
Највећи град земље је Рангун са 4.477.782 становника, који је до новембра 2005. био главни град. Од децембра 2005. пресељена је државна управа у град Пјинмана, око 320 км северно од Рангуна. Дана 6. фебруара 2006. завршено је пресељење министарстава. Нови главни град добио је ново име Нејпјидо („Дом краљева“) 22. марта 2006. Други велики градови су: Мандалеј, Моуламјин, Баго и Патеин.

## Привреда
Мјанмар је једна од најсиромашнијих држава југоисточне Азије. Сматра се да је самоизолација и марксистичка политика војне хунте допринела том стању. Већина становника се бави пољопривредом, индустрија је неразвијена, а реформски напори у правцу њеног развоја последње деценије XX века, били су тек делимично успешни. Санкције САД, Уједињеног Краљевства и Јапана уведене овој земљи 2003. године додатно су погоршале привредну ситуацију.